# Robert Rejdak
Robert Adam Rejdak (ur. 15 sierpnia 1970) – polski okulista, profesor nauk medycznych; szef Kliniki Okulistyki Ogólnej Katedry Okulistyki Uniwersytetu Medycznego w Lublinie. 

## Życiorys
Dyplom lekarski zdobył w 1995 roku na Akademii Medycznej w Lublinie (obecnie Uniwersytet Medyczny) i na tej uczelni pozostał. Doktoryzował się w 2000 roku na podstawie pracy Rola antagonistów receptorów NMDA w modelowaniu aktywności drgawkowej myszy poddanych różnym modelom doświadczalnego niedokrwienia mózgu, przygotowanej pod kierunkiem Marii Siekluckiej-Dziuby. W tym samym roku na Kongresie Jaskry w Londynie wraz z Tomaszem Żarnowskim otrzymali pierwszą nagrodę za pracę na temat syntezy kwasu kynureninowego. Posiada dyplom w zakresie podstawowym (2002) i klinicznym (2004) Międzynarodowej Rady Okulistyki (International Council of Ophthalmology). Staż specjalizacyjny odbywał pod kierunkiem Jerzego Toczołowskiego, Zbigniewa Zagórskiego oraz Tomasza Żarnowskiego. Habilitację uzyskał w 2009 roku. Tytuł naukowy profesora nauk medycznych został mu nadany w 2013 roku. 
Odbył szereg staży zagranicznych. W latach 2003–2005 przebywał na stypendium w uniwersyteckim szpitalu okulistycznym w niemieckiej Tybindze (kierowanym przez Eberharta Zrennera). Przez pół roku pracował także w Erlangen, gdzie doskonalił swoje umiejętności pod kierunkiem Anselma Jünemanna. Staże odbywał także we Frankfurcie nad Menem, Bremie oraz Pizie i Rawennie. Członek Polskiego Towarzystwa Okulistycznego oraz amerykańskiego Association for Research in Vision and Ophthalmology (ARVO). 
Jest profesorem w Katedrze Okulistyki i – od października 2011 – kierownikiem Kliniki Okulistyki Ogólnej lubelskiego Uniwersytetu Medycznego. Ponadto od października 2004 roku jest adiunktem w Instytucie Medycyny Doświadczalnej i Klinicznej PAN. Od 2011 roku jest wykładowcą i koordynatorem szkolenia praktycznego z zakresu chirurgii witreoretinalnej (ciało szkliste i siatkówka) w Europejskiej Szkole Zaawansowanych Studiów Okulistycznych (ang. European School for Advanced Studies in Ophthalmology, ESASO) w szwajcarskim Lugano. Dzięki jego staraniom oraz przy współpracy z lubelską Kliniką Okulistyki i Uniwersytetem Medycznym w Lublinie otwarta została pierwsza w Europie i druga na świecie filia szwajcarskiej ESASO. W styczniu 2019 został prezesem Stowarzyszenia Chirurgów Okulistów Polskich.
W pracy klinicznej i badawczej specjalizuje się w diagnostyce i chirurgicznym leczeniu zaćmy, ciała szklistego i siatkówki oraz urazów gałki ocznej. W styczniu 2013 roku brał udział w pierwszej w Polsce operacji wszczepienia sztucznej tęczówki. Swoje prace publikował w czasopismach krajowych i zagranicznych, m.in. w „Graefe's Archive for Clinical and Experimental Ophthalmology”, „Acta Ophthalmologica”, „Investigative Ophthalmology & Visual Science” oraz „Klinice Ocznej”. Jest współtwórcą i zastępcą redaktora naczelnego czasopisma „Ophthalmology Journal”.
W 2022 został odznaczony Srebrnym Krzyżem Zasługi, a w 2023 r. wyróżniony tytułem doktora honoris causa Lwowskiego Narodowego Uniwersytetu Medycznego im. Danyła Halickiego.

## Nagrody
- Young Investigator’s Award (International Society of Ocular Toxology, Lindau 2002)[1]
- nagrody ministra zdrowia (2001, 2003, 2004, 2005)
- Preis der Berlin-Brandenburgischen Akademie der Wissenschaften (Peregrinus-Stiftung, Berlin 2006)[1]